# Carlos Santa
Carlos Johelín Santa Ramírez, né le 7 janvier 1978 à Azua de Compostela, est un athlète de la République dominicaine, spécialiste du sprint. Il mesure 1,82 m pour 68 kg.

## Palmarès

### Championnats du monde d'athlétisme
- Championnats du monde d'athlétisme 2007 à Osaka ( Japon)
  - 7e en relais 4 × 400 m

### Championnats du monde d'athlétisme en salle
- Championnats du monde d'athlétisme en salle 2008 à Valence ( Espagne)
  -  Médaille de bronze en relais 4 × 400 m

### Jeux panaméricains
- Jeux panaméricains de 2003 à Saint-Domingue ( République dominicaine)
  -  Médaille de bronze en relais 4 × 400 m
- Jeux panaméricains de 2007 à Rio de Janeiro ( Brésil)
  - 6e sur 400 m
  -  Médaille de bronze en relais 4 × 400 m

### Jeux d'Amérique centrale et des Caraïbes
- Jeux d'Amérique centrale et des Caraïbes de 2002 à San Salvador ( Salvador)
  -  Médaille d'or sur 400 m
  -  Médaille d'or en relais 4 × 400 m
- Jeux d'Amérique centrale et des Caraïbes de 2006 à Carthagène des Indes ( Colombie)
  - 6e sur 200 m

### Championnats d'Amérique du Nord, d'Amérique centrale et des Caraïbes d'athlétisme
- Championnats d'Amérique du Nord, d'Amérique centrale et des Caraïbes de 2007 à San Salvador ( Salvador)
  -  Médaille de bronze en relais 4 × 400 m

### Championnats ibéro-américains d'athlétisme
- Championnats ibéro-américains de 2008 à Guatemala ( Guatemala)
  -  Médaille d'or sur 400 m